# Садбері (округ)
Садбері (англ. Sudbury District) — округ у провінції
Онтаріо, Канада. Округ є переписним районом та адміністративною одиницею провінції. Найбільшим містечком і адміністративним центром округу є місто Еспаньйола. Населення — 33 283 чол. (За переписом 2006 року).

## Географія
Округ розташований в центральній частині провінції Онтаріо, в регіоні Північне Онтаріо. На заході і північному заході він межує з округом  Алгома, на північному сході — з округом  Кокрана, на сході — з округами  Тіміскамінг і  Ніпіссінг, південному сході — з округом Перрі-Саунд.
На півдні берега округу омиваються водами затоки Джорджіан-Бей (озеро Гурон), а по воді Садбері межує з округом  Манітулін, розташованому на  однойменному острові.

## Великий Садбері
Особливе положення займає місто Садбері. Місто разом з приєднаними окраїнними муніципалітетами є окремим округом Великий Садбері, створеним у 2001 і знаходиться на терені округу Садбері. До 2001 року місто входило до складу округу Садбері (регіональний муніципалітет).

## Адміністративний поділ
До складу округу входять:

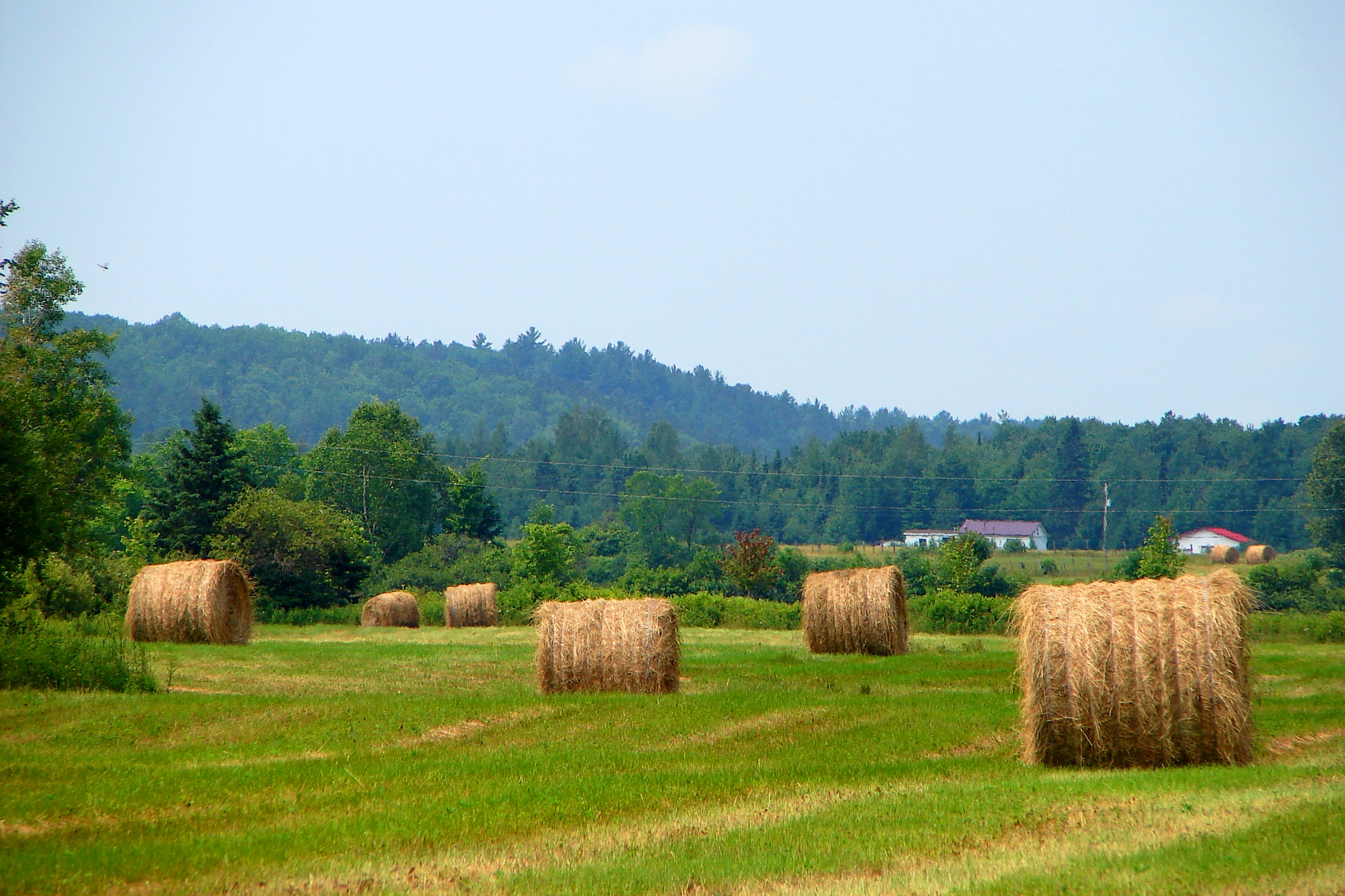
Підвітряна долина (Лі-Веллі).

- 5 містечок («таунів»): Еспаньйола, Френч-Рівер (англ. French River, Ontario), Кілларні, Маркстей-Воррен (англ. Markstay-Warren) й Сент-Чарлз (англ. St. Charles, Ontario);

- 4 тауншіпи: Болдуїн (англ. Baldwin, Ontario),  Шапло, Нейрн-й-Хаймен (англ. Nairn and Hyman) й Сейблс-Спеніш-Ріверс (англ. Sables-Spanish Rivers);

- 1 міжселищна територія — Північний Садбері (англ. Unorganized North Sudbury District) (включає в себе 92 % території округу);

- 7 індіанських територій: Шапло 74А (англ. Chapleau Ojibway First Nation), Шапло 75, Дак-Лейк 76Б (англ. Brunswick House First Nation), Маттагами 71 (англ. Mattagami First Nation), Маунтбаттен 76А (англ. Brunswick House First Nation), Уайтфиш-Лейк 6 (англ. Whitefish Lake 6, Ontario) й Уайтфиш-Ривер.